# L'ombra d'un segrest
L'ombra d'un segrest  (títol original: The Clearing) és una pel·lícula estatunidenco-alemanya produïda i dirigida per Pieter Jan Brugge, estrenada l'any 2004 i protagonitzada per Robert Redford i Willem Dafoe. Ha estat doblada al català.

## Argument
Wayne i Eileen Hayes viuen finalment tranquil·lament el seu somni americà: bon fi de carrera, fills ja adults i doncs pavelló de somni..Però la seva felicitat es gira sobtadament cap al malson quan Wayne és segrestat per un antic col·laborador, Arnold Mack i retingut presoner al fons d'un bosc aïllat. Molt ràpidament, la víctima pren consciència que no podrà comptar amb ningú. El seu destí descansa totalment entre les mans del seu raptor, un home que no té res a perdre i tot a guanyar Enfrontat a les negociacions més importants de la seva existència, Wayne sap que negocia a partir d'ara per a la seva pròpia vida.

## Repartiment
- Robert Redford: Wayne Hayes
- Helen Mirren: Eileen Hayes
- Willem Dafoe: Arnold Mack
- Alessandro Nivola: Tim Hayes
- Matt Craven: l'agent Ray Fuller
- Melissa Sagemiller: Jill Hayes
- Wendy Crewson: Louise Miller
- Larry Pine: Tom Finch
- Diana Scarwid: Eva Finch
- Elizabeth Ruscio: Cindy Mack
- Sarah Koskoff: Lane Hayes
- Gwen McGee: l'agent Kathleen Duggan

## Crítica
- "Pel·lícula absorbent, malenconiosa, astuta i dolorosament humana. (...) Puntuació: ★★★★ (sobre 5)"[3]
- "No segueix les usuals fórmules del cinema criminal. El que passa el final sorgeix del caràcter dels personatges, no del que demanen els finals d'Hollywood. Amb aquesta sensació, la història ens absorbeix a poc a poc, (...) Puntuació: ★★★ (sobre 4)."[4]
- "El gaudi d'aquesta proposta, dirigida amb agudesa en els detalls per Pieter Jan Brugge, ve del que els actors aporten al material. (...) Puntuació: ★★★ (sobre 4)."[5]